# Municipio de Washita
El municipio de Washita (en inglés: Washita Township) es un municipio ubicado en el condado de Montgomery en el estado estadounidense de Arkansas. En el año 2010 tenía una población de 400 habitantes y una densidad poblacional de 3,29 personas por km².

## Geografía
El municipio de Washita se encuentra ubicado en las coordenadas 34°41′12″N 93°33′26″O / 34.68667, -93.55722. Según la Oficina del Censo de los Estados Unidos, el municipio tiene una superficie total de 121.72 km², de la cual 118,55 km² corresponden a tierra firme y (2,6 %) 3,17 km² es agua.

## Demografía
Según el censo de 2010, había 400 personas residiendo en el municipio de Washita. La densidad de población era de 3,29 hab./km². De los 400 habitantes, el municipio de Washita estaba compuesto por el 96,25 % blancos, el 0,75 % eran amerindios, el 0,5 % eran asiáticos y el 2,5 % eran de una mezcla de razas. Del total de la población el 0,5 % eran hispanos o latinos de cualquier raza.